# Morgan Tsvangirai
Morgan Tsvangirai (anglès: Morgan Richard Tsvangirai)  (Gutu, 10 de març de 1952 - Johannesburg, 14 de febrer de 2018) va ser un polític de Zimbabwe, Primer Ministre de Zimbabwe entre 2009 i 2013. Al front del Moviment pel Canvi Democràtic - Tsvangirai (MDC-T), va ser una figura clau de l'oposició al President Robert Mugabe. El 6 de març del 2009 va patir un accident de trànsit en el qual va morir la seva esposa, i que va resultar sospitós de ser un atemptat, en realitat.